# Norrlandet (vid Ådön, Nagu)
För andra betydelser, se Norrlandet (olika betydelser).
Norrlandet är öar nära Knivskär i Nagu,  Finland. De ligger i Skärgårdshavet i Pargas stad i den ekonomiska regionen  Åboland i landskapet Egentliga Finland, i den sydvästra delen av landet. Öarna ligger omkring 2 kilometer väster om Knivskär, 21 kilometer söder om Nagu kyrka, 53 kilometer söder om Åbo och omkring 170 kilometer väster om Helsingfors. Närmaste allmänna förbindelse är förbindelsebryggan vid Knivskär som trafikeras av M/S Nordep.
Arean för den av öarna koordinaterna pekar på är 3,6 hektar och dess största längd är 260 meter i öst-västlig riktning.